# Vichtenstein
Vichtenstein è un comune austriaco di 619 abitanti nel distretto di Schärding, in Alta Austria.

## Monumenti e luoghi d'interesse
- Castello di Vichtenstein